# Aryalidonta itishreea
Aryalidonta itishreea — вид прямокрилих комах родини тетригід (Tetrigidae). Описаний у 2023 році.

## Назва
Родова назва Aryalidonta вшановує Бхайрава Ар'яла (неп. भैरव अर्याल; 1936—1976), культового сатирика непальської літератури, відомого в народі як «Імператор сміху» (неп. हाँस्य सम्राट). Друга частина назви, -donta, походить від грецького слова «ὀδών», що означає «зуб», і є відсиланням до знакової посмішки Бхайрава Ар'яла.
Видовий епітет походить від непальського слова «ітішрі», яке є назвою однієї з книг Бхайрава Ар'яла і перекладається як «Кінець». Назва також є посиланням на трагічний кінець життя Бхайрава Ар'яла, а також на його непохитну віру в те, що кінець — це запрошення до нового початку.

## Поширення
Ендемік Непалу. Зібраний у селі Г'ялчок у районі Горкха провінції Ґандакі. Виявлений на висоті 465 м над рівнем моря.